# Petroglyph Games
A Petroglyph  egy videójáték-fejlesztő és kiadó vállalat, amit 2003 áprilisában alapítottak Las Vegasban, miután az EA úgy döntött, bezárja a Westwood Studiost és az alkalmazottakat összevonja a Westwood Pacific és DreamWorks Interactive fejlesztőstúdiókkal, hogy megalakuljon az EA Los Angeles. A vállalat leginkább a stúdiónál dolgozó játékipari veteránok miatt ismert. (Többen a Dune II, a Command & Conquer vagy az Earth & Beyond fejlesztésénél is közreműködtek.)

## Története
A vállalat 2003. április 1-jén alakult, 1 év múltán, 2004. június 25-én pedig egy önálló épületegyüttesbe költöztették át a székhelyüket. November 16-án bejelentették legelső játékukat, ami egy Star Wars univerzumon alapuló valós idejű stratégiai program. A Star Wars: Empire at War végül 2006 februárjában került a boltok polcaira. 2005. szeptember 12-én a Segával közösen nyilvánosságra hozzák a következő játékukat, ami a Universe at War: Earth Assault címet kapta és a korábbi alkotásukhoz hasonlóan ez is sci-fi stratégia, viszont a játék háttérvilágát a Petroglyph teremtette. A játék 2007 decemberében jelent meg, Európában pedig 2008. január 25-én, Xbox360-ra pedig márciusban, mindkét régióban. Április 15-én a True Games Interactive kiadóval karöltve hozzákezdtek egy alapjában véve ingyenes, mikrotranzakciós modellre épülő játék fejlesztéséhez. A játék a Mytheon címet kapta és a játék világát a görög mitológia ihlette, fejlesztése jelenleg még béta fázisban jár.
2009 áprilisában egy újabb MMO játék fejlesztéséről adnak hírt, aminek üzemeltetését a Trion World Network (Mostanra már csak Trion Worlds, a Rift című MMORPG-ről ismertek.) látná el és End of Nations címen fog megjelenni. A 2010-es E3 alkalmával a játék több elismerést is begyűjtött.
2009. december 11-én elérhetővé vált megújult weboldaluk, amit az Anthem Design Group készített el számukra.
2010. március 29-én bejelentik a Guardians of Graxia fejlesztését, ami társas- és videójáték formában egyaránt megjelenik. A program még október tájékán meg is jelent digitális terjesztés útján, azonban kritikák azonban nem voltak túl kedvezőek a számára. (A Metacritic oldalán 55 pontos átlaggal rendelkezik.)
2010 februárjában megerősítik, hogy egy Dota alapokra építkező, ingyenes játékot terveznek kiadni Rise of Immortals címmel.
2010 augusztusában közlik a nyilvánossággal, hogy a Panzer General: Russian Assault és a Guardians of Graxia is rövid időn belül a boltokba kerül.

## Játékok
- Star Wars: Empire at War (2006)
  - Star Wars: Empire at War: Forces of Corruption (2006)
- Universe at War: Earth Assault (2007)
- Panzer General: Allied Assault (Xbox Live Arcade) (2009)
- Panzer General: Allied Assault (táblás játék) (2010)
- Panzer General: Russian Assault (a táblás játék folytatása) (2010)
- Guardians of Graxia (2010)
- Heroes of Graxia (2010)
- Mytheon (2011)
- End of Nations (2011)
- Rise of Immortals (2011)

## Alamo Engine
Az Alamo Game Engine egy grafikus motor, amit a Petroglyph készített a Star Wars: Empire at War és a kiegészítője számára. Harmadik játékuk a Universe at War: Earth Assault is a motor egy módosított változatát használja. Az Alamo Engine támogatja a 3D-s megjelenítést a játékokban és a stratégiai térképen a valós idejű harcok megvalósítását.